# Beni Aziz
Beni Aziz ou Ben Aziz (em árabe: بني عزيز), anteriormente Chevreul durante a colonização francesa, é uma comuna localizada na província de Sétif, Argélia. Sua população estimada em 2008 era de 19 383 habitantes.